# Thanale

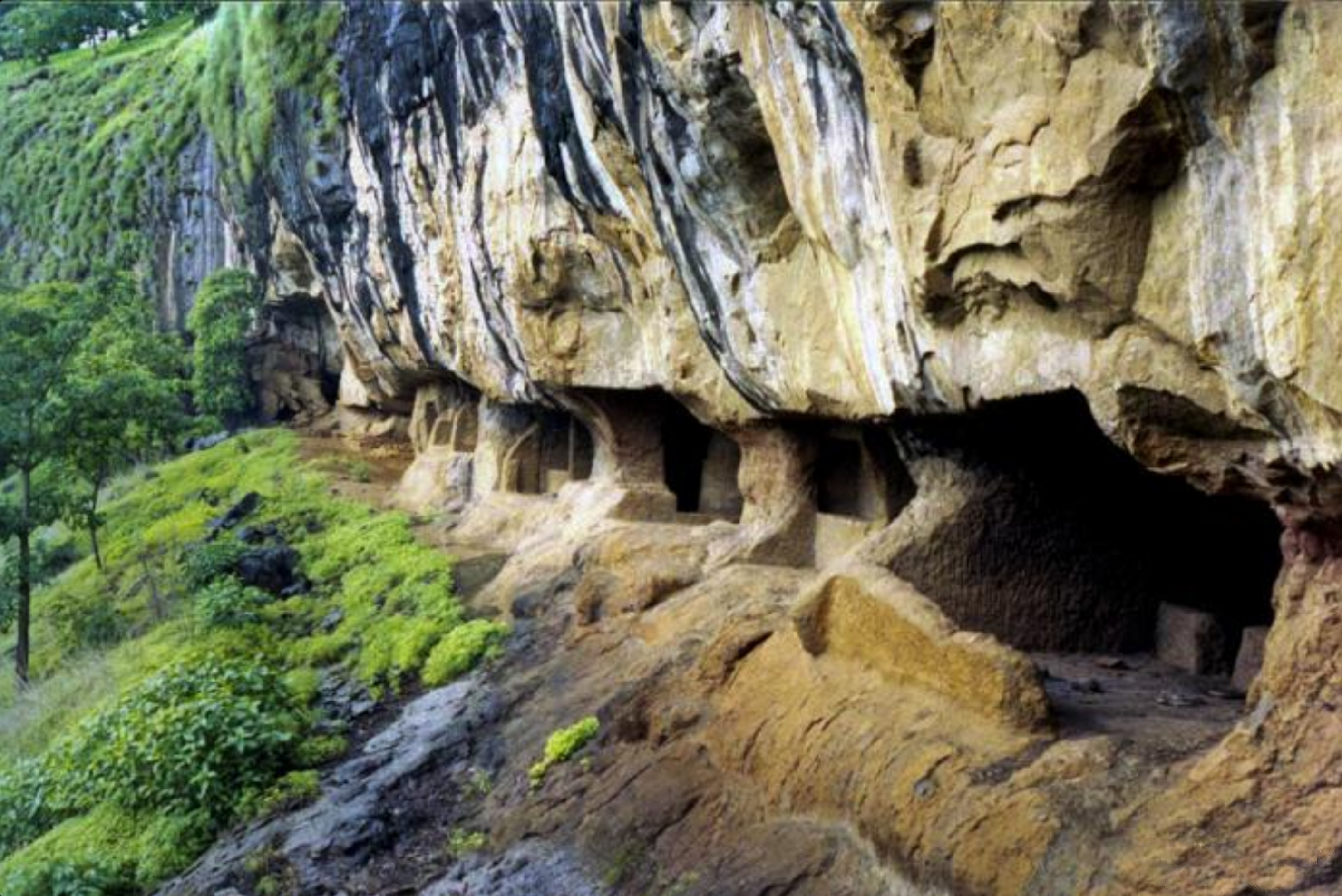
Thanale-Höhlen

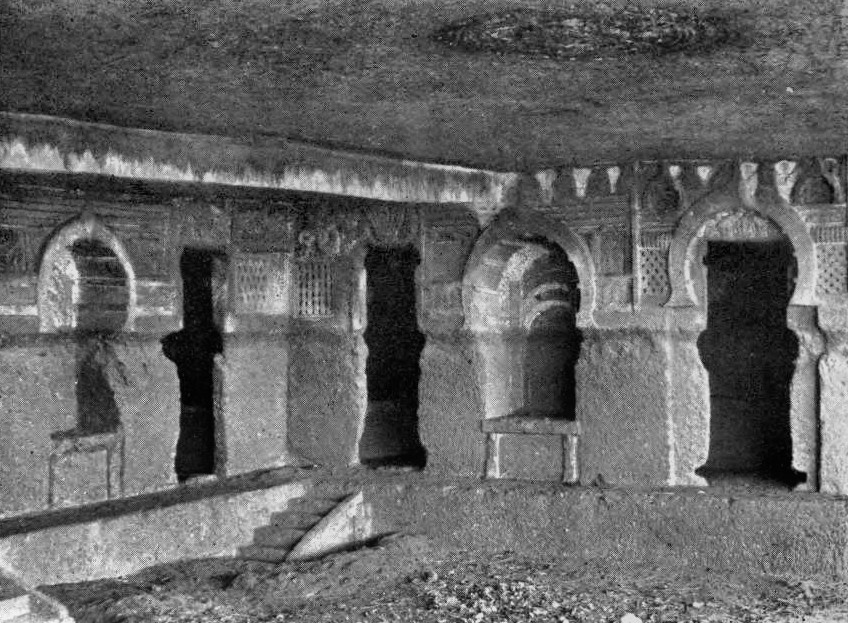
Thanale-Höhlen – Wohnhalle Nr. 7 (vihara)

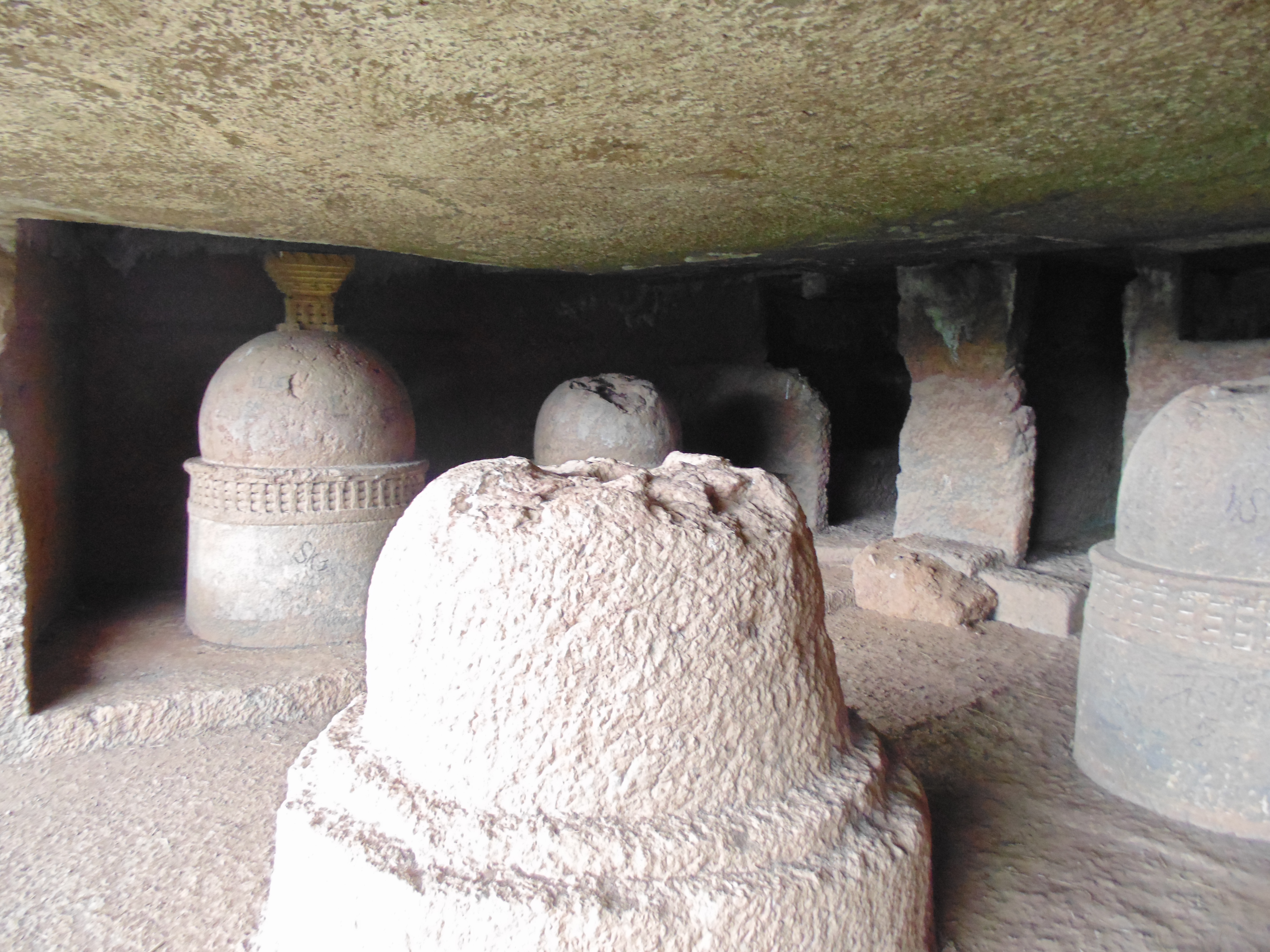
Votivstupas unter einem Felsdach

Die frühbuddhistischen Thanale-Höhlen (englisch Thanale Caves; manchmal auch Nadsur Caves genannt) im Raigad-Distrikt im Westen des indischen Bundesstaats Maharashtra zählen zu den ältesten Höhlenklöstern des Subkontinents.

## Lage
Die nur selten besuchten Thanale-Höhlen befinden sich etwa 3 km (Fußweg) östlich der Ortschaft Thanale in einer Höhe von ca. 300 m in den Westghats etwa 95 km (Fahrtstrecke) südöstlich von Mumbai. Die Stadt Lonavla – Ausgangspunkt für die Erkundung zahlreicher weiterer Höhlenklöster (z. B. Karla, Bhaja) – befindet sich etwa 50 km nordöstlich.

## Geschichte
Das wahrscheinlich zur Gänze im 1. Jahrhundert v. Chr. erbaute Höhlenkloster lag oberhalb eines im Tal verlaufenden Handelsweges, was den Vorteil hatte, dass vorbeiziehende Karawanen hier eine geschützte Unterkunft finden konnten.

## Architektur und Ornamentik
Das Kloster besteht aus 23 Felshöhlen, unter denen die Wohnhöhle (vihara)  Nr. 7 besonders hervorzuheben ist, denn sie zeigt mehrere bogenförmige Blendbögen (chandrasalas) über den Zelleneingängen und den Wandnischen dazwischen; außerdem finden sich mehrere jali-Fenster. In der Mitte der Decke ist eine Rosette aus dem Felsgestein herausgearbeitet. In einer weiteren Höhle stehen mehrere Votivstupas.